# Takehiko Kawaniši
Takehiko Kawaniši (* 9. říjen 1938) je bývalý japonský fotbalista.

## Klubová kariéra
Hrával za Toyo Industries.

## Reprezentační kariéra
Takehiko Kawaniši odehrál za japonský národní tým v letech 1959-1962 celkem 8 reprezentačních utkání.

## Statistiky
| Japonsko | Japonsko | Japonsko |
| Roky     | Záp.     | Góly     |
| -------- | -------- | -------- |
| 1959     | 1        | 0        |
| 1960     | 1        | 0        |
| 1961     | 5        | 0        |
| 1962     | 1        | 0        |
| Celkem   | 8        | 0        |